# Pornograffitti
Albums de Extreme
Extreme
(1989) III Sides to Every Story
(1992)
Singles
1. bonnie matrix
Sortie : 1990
2. Get the Funk Out
Sortie : 1991
3. More Than Words
Sortie : 23 mars 1991
4. Hole-Hearted
Sortie : 15 septembre 1991

Pornograffitti (ou Extreme II Pornograffitti (a Funked Up Fairy Tale)) est le deuxième album du groupe de hard rock, Extreme. Il est paru le 7 août 1990 sur le label A&M Records et fut produit par Michael Wagener et Nuno Bettencourt (When I First Kiss You et Hole Hearted uniquement).

## Historique
L'album fut enregistré au début de l'année 1990 principalement aux Scream Studios de Los Angeles avec quelques enregistrements secondaires effectués aux Courtlen studios à Hanson dans le Massachusetts. Si la majorité de 
l'album fut produit par Michael Wagener, Nuno Bettencourt produisit lui-même deux chansons de l'album. 
Quatre singles seront tirés de l'album dont notamment la chanson More Than Words qui atteindra la première place du Billboard Hot 100, suivi de Hole Hearted (# 4) .
Cet album fut un énorme succès commercial, atteignant la 10e place des charts du Billboard 200 aux États-Unis où il se vendra à plus de deux millions d'exemplaires. Il sera numéro un des charts canadiens et se classera bien dans de nombreux charts européens.

## Liste des titres
- Tous les titres sont signés par Gary Cherone et Nuno Bettencourt.

Album original
1. Decadence Dance - 6:49
2. Li'l Jack Horny - 4:52
3. When I'm President - 4:22
4. Get the Funk Out - 4:24
5. More Than Words - 5:34
6. Money (In God We Trust) - 4:11
7. It ('s a Monster) - 4:25
8. Pornograffitti - 6:16
9. When I First Kissed You - 4:00
10. Suzi (Wants Her All Day What?) - 3:39
11. He-Man Woman Hater - 6:19
12. Song for Love - 5:55
13. Hole Hearted - 3:39

Version Deluxe 2014 - disc 2 
1. More Than Words (Remix), face A du single More Than Words) - 3:48
2. Nice Place to Visit (inédit, Face B du single More Than Words) - 3:17
3. More Than Words (Edit) - 3:41
4. Decadence Dance (Edit), face A du single Decadence Dance - 4:31
5. Money(In God We Trust) (Edit) - 4:06
6. More Than Words (version A cappella) - 4:21
7. Get the Funk Out (What the Funk? Mix) - 4:05
8. More Than Words (version A Cappella + congas) - 4:15
9. Get the Funk Out (version 12" remix) - 7:01
10. Sex 'N Love (inédit, face B du single Cold Hearted) - 2:48

## Musiciens
Extreme
- Gary Cherone: chant, chœurs
- Nuno Bettencourt: guitares, piano, claviers, percussions
- Pat Badger: basse, chœurs
- Paul Geary: batterie, percussions

Musiciens additionnels
- Pat Travers : chant additionnel sur Get the Funk Out
- Dweezil Zappa : solo de guitare sur l'intro et l'outro de He-Man Woman Hater
- Barbara Glynn : voix de "Mutha" sur Decadence Dance
- Jeaninne Moultrine : voix de Suzi sur Suzi (Wants Her All Day What?)
- Li'l Jack Horn Section : instruments à vent sur Lil'Jack Horny et Get the Funk Out
  - Bob & Chuck Findley : trompette
  - Bill Watrous : trombone
  - Dick "Slyde" Hyde : trombone basse
  - Pete Christlieb et Joel Peskin : saxophone ténor

## Charts et certifications
| Pays             | Durée du classement | Meilleur classement |
| ---------------- | ------------------- | ------------------- |
| Allemagne        | 38 semaines         | 15e                 |
| Australie        | 8 semaines          | 29e                 |
| Autriche         | 12 semaines         | 17e                 |
| Canada           | 57 semaines         | 1er                 |
| États-Unis       | 75 semaines         | 10e                 |
| Norvège          | 1 semaine           | 20e                 |
| Nouvelle-Zélande | 12 semaines         | 32e                 |
| Pays-Bas         | 34 semaines         | 16e                 |
| Royaume-Uni      | 61 semaines         | 12e                 |
| Suède            | 3 semaines          | 37e                 |
| Suisse           | 17 semaines         | 10e                 |

| Pays        | Certification | Ventes      | Date       |
| ----------- | ------------- | ----------- | ---------- |
| Canada      | 3 × Platine   | 300 000 +   | 29/11/1991 |
| États-Unis  | 2 × Platine   | 2 000 000 + | 26/10/1992 |
| Pays-Bas    | Or            | 40 000 +    | 1992       |
| Royaume-Uni | Platine       | 300 000 +   | 01/01/1992 |
| Suisse      | Or            | 25 000 +    | 1992       |

### Charts singles
| Date | Single           | Chart                  | Durée du classement | Position |
| ---- | ---------------- | ---------------------- | ------------------- | -------- |
| 1990 | Decadence Dance  | Mainstream Rock Tracks | -                   | 45e      |
| 1990 | Decadence Dance  | UK Singles Chart       | 3 semaines          | 36e      |
| 1991 | Get the Funk Out | Mainstream Rock Tracks | -                   | 34e      |
| 1991 | Get the Funk Out | UK Singles Chart       | 7 semaines          | 19e      |
| 1991 | Get the Funk Out | Mega Top 50            | 10 semaines         | 33e      |
| 1991 | More Than Words  | Hot 100                | -                   | 1er      |
| 1991 | More Than Words  | Mainstream Rock Tracks | -                   | 12e      |
| 1991 | More Than Words  | Alternative Songs      | -                   | 2e       |
| 1991 | More Than Words  | UK Singles Chart       | 11 semaines         | 2e       |
| 1991 | More Than Words  | Single Top 100         | 23 semaines         | 8e       |
| 1991 | More Than Words  | ARIA Charts            | 19 semaines         | 2e       |
| 1991 | More Than Words  | Ö3 Austria Top 40      | 12 semaines         | 13e      |
| 1991 | More Than Words  | (V) Ultratop           | 15 semaines         | 1er      |
| 1991 | More Than Words  | RPM Top Singles        | 27 semaines         | 1er      |
| 1991 | More Than Words  | Top 100                | 13 semaines         | 8e       |
| 1991 | More Than Words  | VG-lista               | 13 semaines         | 4e       |
| 1991 | More Than Words  | RMNZ Singles Top40     | 21 semaines         | 1er      |
| 1991 | More Than Words  | Mega Top 50            | 20 semaines         | 1er      |
| 1991 | More Than Words  | Sverigetopplistan      | 11 semaines         | 4e       |
| 1991 | More Than Words  | Schweizer Hitparade    | 21 semaines         | 3e       |
| 1991 | Hole Hearted     | Hot 100                | -                   | 4e       |
| 1991 | Hole Hearted     | Mainstream Rock Tracks | -                   | 2e       |
| 1991 | Hole Hearted     | Alternative Songs      | -                   | 32e      |
| 1991 | Hole Hearted     | UK Singles Chart       | 7 semaines          | 12e      |
| 1991 | Hole Hearted     | Single Top 100         | 12 semaines         | 48e      |
| 1991 | Hole Hearted     | ARIA Charts            | 12 semaines         | 24e      |
| 1991 | Hole Hearted     | (V) Ultratop           | 2 semaines          | 44e      |
| 1991 | Hole Hearted     | RPM Top Singles        | 24 semaines         | 3e       |
| 1991 | Hole Hearted     | Singles Top40          | 12 semaines         | 8e       |
| 1991 | Hole Hearted     | Mega Top 50            | 13 semaines         | 9e       |
| 1991 | Hole Hearted     | Sverigetopplistan      | 2 semaines          | 30e      |
| 1992 | Song for Love    | UK Singles Chart       | 6 semaines          | 12e      |